# Parque natural del Moncayo
El parque natural del Moncayo (anteriormente parque natural de la Dehesa del Moncayo)  es un espacio natural protegido situado en la provincia de Zaragoza (Aragón, España), en su límite con la provincia de Soria, ocupando parte de las comarcas de Aranda, Campo de Borja y Tarazona y el Moncayo. Se asienta en las laderas del monte Moncayo, el pico más elevado del sistema Ibérico, concretamente en su vertiente norte, más fría y húmeda. Se distribuye entre los términos municipales de Añón, Calcena, Litago, Lituénigo, Purujosa, San Martín de la Virgen de Moncayo, Talamantes, Tarazona y Trasmoz.
Tiene una extensión de 11 144 ha. La altitud oscila entre los 600 m sobre el nivel del mar del río Huecha y los 2315 m en la cumbre del cerro de San Miguel.
Se creó el 27 de octubre de 1978 como parque natural de la Dehesa del Moncayo por la ley 3060/1978 del Gobierno de España, cambiando a su denominación actual el 31 de marzo de 1998 mediante el Decreto 73/1998 del Gobierno de Aragón.
Cuenta con otras figuras de protección como LIC y ZEPA.

## Geografía
Se asienta en las laderas del monte Moncayo, el pico más elevado del sistema Ibérico, concretamente en su vertiente norte, más fría y húmeda.
De un relieve marcado por pizarras , areniscas y cuarcitas primarias, calizas secundarias, y retocado por la impronta glaciar cuaternaria. De las faldas del Moncayo surgen los ríos Huecha y Queiles, ambos afluentes del Ebro, y que riegan las comarcas del Campo de Borja y de Tarazona y el Moncayo.

## Historia del parque
En los años 1920 en la Dehesa de Moncayo se intentó dar un impulso para el turismo y a principios de agosto de 1927 se declaró sitio natural de interés nacional de la Dehesa de Mocayo mediante la real orden N.º 178 del ministerio de fomento del 4 de agosto de 1927.
Más tarde se proyectó una construcción de la Ciudad Montaña de Agramonte de los que solo están hechos el viejo Sanatorio Antituberculoso de Agramonte (actualmente en ruinas) que antes de la guerra civil había sido un hotel, y la carretera del monasterio de Veruela al santuario que se inauguró a principios de julio de 1948 y algunos chalets particulares. Actualmente en Agramonte se encuentra un Centro de Interpretación de la Naturaleza.
El 27 de octubre de 1978 pasó a denominarse Parque natural de la Dehesa del Moncayo.

## Flora

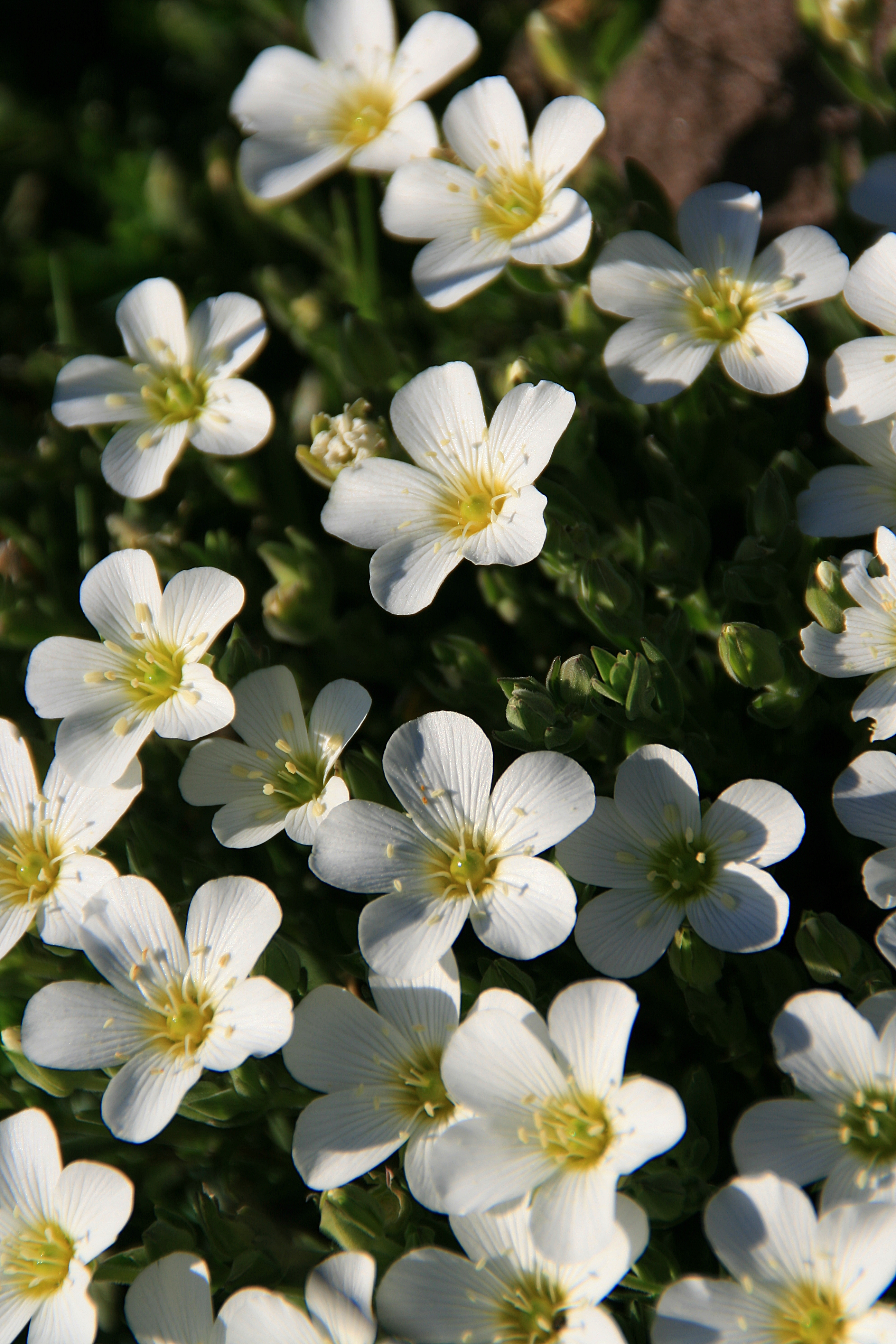
Saxifraga moncayesis.

La vegetación del parque está estratificada de acuerdo con la altimetría, con dominio de las encinas y carrascas hasta los 900 m, de rebollos y pinar silvestre (repoblado) entre los 900 y los 1200 m, de hayedo entre los 1200 y 1650 m, con pino negro entre los 1650 y 2000 m y de pino negro (también repoblado) y de prados y matorrales hasta la cumbre. Los hayedos presentes en el parque natural están entre los más meridionales de Europa.
Uno de los referentes para visitantes, senderistas y curiosos en este parque, es el mundo micológico que acoge. En los bosques de flora mediterránea, aparecen las cotizadas Amanita caesarea, Boletus edulis y Boletus aereus, entre otras. En los hayedos fructifican cientos de especies y entre las más buscadas se encuentran Macrolepiota procera, Russula virescens, Clitocybe geotropa y otros ejemplos venenosos y mortales como la Amanita phalloides.
También tiene plantas endémicas como Saxifraga moncayensis, que habita en casi todo el sistema Ibérico.

## Fauna
La fauna está dominada, en su variante terrestre, por ardillas, corzos, jabalíes, zorros, garduñas, lagartos ocelados y víboras, mientras que entre las aves cabe destacar ejemplares de águila real, alimoche, buitre leonado, azor, perdiz, tórtola y collalba gris.

## Monumentos
A una cota de 1620 m se encuentra el Santuario de la Virgen del Moncayo y próximo a ella la pequeña ermita de San Gaudioso. A los pies de la sierra en término municipal de Vera de Moncayo se encuentra monasterio cisterciense de Veruela, fundado en 1146 y lugar en el que se alojó durante un tiempo el poeta Gustavo Adolfo Bécquer buscando en él un clima propicio después de haber contraído la tuberculosis. El sanatorio de Agramonte hoy en día está abandonado y ruinoso, aunque sigue siendo hoy en día un punto de referencia para curiosos y amantes de lo paranormal.

## Otras figuras de protección
La reserva natural cuenta además con otras figuras de protección:
- LIC: Sierra del Moncayo
- LIC: Barranco de Valdeplata
- ZEPA: Sierra del Moncayo-Los Fayos-Sierra de Armas